# John Eliot Thayer
John Eliot Thayer (Boston, Massachusetts 3 april 1862 -  Lancaster, Pennsylvania 29 juli 1933) was een Amerikaanse amateur ornitholoog. 

## Biografie
Zijn ouders waren Cornelia Van Rensselaer en Nathaniel Thayer Jr., beiden afkomstig uit gevestigde Amerikaanse families van rijke bankiers, politici en bekende theologen. Thayer studeerde aan de Harvard-universiteit. Na zijn afstuderen trouwde hij en vestigde zich in een landhuis en boerderij in bezit van de familie in Lancaster, 56 kilometer ten westen van Boston. Rond 1895 kreeg hij belangstelling voor het verzamelen van vogels. Hij legde een collectie balgen en opgezette vogels aan die hij onderbracht in een speciaal museum in de hoofdstraat van Lancaster. Bovendien gebruikte hij zijn kapitaal voor diverse natuurhistorische expedities. In 1906 werd met dat doel het eiland Isla Guadalupe in de Grote Oceaan ter hoogte van Mexico bezocht. Hier werd ontdekt dat verwilderde geiten een verwoestend effect hadden op de flora en fauna van het eiland. Samen met Outram Bangs schreef hij daarover een artikel. In 1913 sponsorde Thayer, samen met andere oud-studenten van Harvard een expeditie naar Alaska en Siberië. Een nieuw soort meeuw tijdens deze expeditie ontdekt is naar Thayer genoemd, Thayers meeuw (Larus glaucoides thayeri). 
Samen met Bangs is Thayer de soortauteur van vier soorten vogels waaronder Chinese blauwkeelniltava (Cyornis glaucicomans) en een reeks van 12 ondersoorten.
Toen Thayer in 1928 ernstig ziek werd, doneerde hij zijn collectie van 28.000 balgen en 15.000 vogeleieren aan het natuurhistorisch museum van Harvard. Na zijn overlijden kreeg het museum ook nog eens 3500 opgezette vogels.
- Library of Congress Control Number: n2021060761
- Nationale Bibliotheek van Israël: 987010647528805171
- Virtual International Authority File: 1247163631431723690002